# Ochetostoma baronii
Ochetostoma baronii is een lepelworm uit de familie Thalassematidae.
De wetenschappelijke naam van de soort werd in 1879 gepubliceerd door Greeff.